# Discografia di Lorde
La discografia di Lorde, cantautrice neozelandese, comprende quattro album in studio, quattro EP, quindici singoli e diciassette video musicali.

## Album

### Album in studio
| Anno | Album | Posizioni massime | Posizioni massime | Posizioni massime | Posizioni massime | Posizioni massime | Posizioni massime | Posizioni massime | Posizioni massime | Posizioni massime | Posizioni massime | Certificazioni |
| Anno | Album | NZL               | AUS               | CAN               | FRA               | GER               | IRL               | ITA               | SWI               | UK                | USA               | Certificazioni |
| ---- | --- | ----------------- | ----------------- | ----------------- | ----------------- | ----------------- | ----------------- | ----------------- | ----------------- | ----------------- | ----------------- | --- |
| 2013 | Pure Heroine - Pubblicato: 27 settembre 2013 - Etichetta: Universal, Lava, Republic Records - Formati: CD, LP, download digitale, streaming | 1                 | 1                 | 2                 | 20                | 13                | 4                 | 26                | 8                 | 4                 | 3                 | - NZL: Platino (8) - AUS: Platino (4) - CAN: Platino (6) - FRA: Platino - GER: Platino - ITA: Oro - UK: Platino - USA: Platino (6) |
| 2017 | Melodrama - Pubblicato: 16 giugno 2017 - Etichetta: Universal, Lava, Republic Records - Formati: CD, LP, download digitale, streaming       | 1                 | 1                 | 1                 | 29                | 11                | 3                 | 8                 | 7                 | 5                 | 1                 | - NZL: Platino (4) - AUS: Platino - CAN: Platino (2) - UK: Oro - USA: Platino                                                      |
| 2021 | Solar Power - Pubblicato: 20 agosto 2021 - Etichetta: Universal New Zealand - Formati: LP, download digitale, streaming                     | 1                 | 1                 | 6                 | 16                | 4                 | 4                 | 30                | 2                 | 2                 | 5                 | - NZL: Oro - UK: Argento |
| 2025 | Virgin - Pubblicato: 27 giugno 2025 - Etichetta: Universal New Zealand - Formati: CD, LP, download digitale, streaming                      | 1                 | 1                 | 3                 | 26                | 3                 | 3                 | 36                | 3                 | 1                 | 2                 | |

### Colonne sonore
| Anno | Dettagli | Posizioni massime | Posizioni massime | Posizioni massime | Posizioni massime | Posizioni massime | Posizioni massime | Posizioni massime | Certificazioni |
| Anno | Dettagli | NZL               | AUS               | CAN               | GER               | SWI               | UK                | USA               | Certificazioni |
| ---- | --- | ----------------- | ----------------- | ----------------- | ----------------- | ----------------- | ----------------- | ----------------- | -------------- |
| 2014 | The Hunger Games: Mockingjay, Part 1 – Original Motion Picture Soundtrack - Pubblicato: 17 novembre 2014 - Etichetta: Republic Records - Formati: CD, download digitale, streaming | 9                 | 36                | 22                | 73                | 64                | 35                | 18                | - NZL: Oro     |

## Extended play
| Anno | Album | Posizioni massime                     | Posizioni massime                     | Posizioni massime                     | Posizioni massime                     | Certificazioni                                       |                                       |
| Anno | Album | NZL                                   | AUS                                   | CAN                                   | USA                                   | Certificazioni                                       |                                       |
| ---- | --- | ------------------------------------- | ------------------------------------- | ------------------------------------- | ------------------------------------- | ---------------------------------------------------- | ------------------------------------- |
| 2013 | The Love Club EP - Pubblicato: 8 marzo 2013 - Etichetta: Universal, Virgin Records - Formati: CD, 10", download digitale, streaming | 2                                     | 2                                     | 22                                    | 23                                    | - NZL: Platino (3) - AUS: Platino (9) - CAN: Platino |                                       |
| 2013 | Tennis Court EP - Pubblicato: 7 giugno 2013 - Etichetta: Universal, Virgin Records - Formati: 10", download digitale                | —                                     | —                                     | —                                     | —                                     |                                                      |                                       |
| 2013 | Live in Concert - Pubblicato: 1º novembre 2013 - Etichetta: Universal New Zealand - Formato: Streaming                              | Non messo in commercio per la vendita | Non messo in commercio per la vendita | Non messo in commercio per la vendita | Non messo in commercio per la vendita | Non messo in commercio per la vendita                | Non messo in commercio per la vendita |
| 2021 | Te Ao Mārama - Pubblicato: 9 settembre 2021 - Etichetta: Universal New Zealand - Formati: 12", download digitale, streaming         | 4                                     | —                                     | —                                     | —                                     |                                                      |                                       |

## Singoli

### Come artista principale
| Anno                                                              | Singolo                                                   | Posizioni massime | Posizioni massime | Posizioni massime | Posizioni massime | Posizioni massime | Posizioni massime | Posizioni massime | Posizioni massime | Posizioni massime | Posizioni massime | Certificazioni | Album                                                                     |
| Anno                                                              | Singolo                                                   | NZL               | AUS               | CAN               | FRA               | GER               | IRL               | ITA               | SWI               | UK                | USA               | Certificazioni | Album                                                                     |
| ----------------------------------------------------------------- | --------------------------------------------------------- | ----------------- | ----------------- | ----------------- | ----------------- | ----------------- | ----------------- | ----------------- | ----------------- | ----------------- | ----------------- | --- | ------------------------------------------------------------------------- |
| 2013                                                              | Royals                                                    | 1                 | —                 | 1                 | 4                 | 8                 | 1                 | 1                 | 3                 | 1                 | 1                 | - NZL: Platino (6) - CAN: Diamante - FRA: Diamante - GER: Oro (3) - ITA: Platino (2) - SWI: Oro - UK: Platino (3) - USA: Platino (15)  | The Love Club EP Pure Heroine                                             |
| 2013                                                              | Tennis Court                                              | 1                 | 20                | —                 | 193               | 83                | —                 | —                 | —                 | 78                | 71                | - NZL: Platino (3) - AUS: Platino (3) - CAN: Platino (2) - UK: Argento - USA: Platino (2)                                              | Pure Heroine                                                              |
| 2013                                                              | Team                                                      | 3                 | 19                | 3                 | 24                | 20                | 32                | 19                | 14                | 29                | 6                 | - NZL: Platino (3) - AUS: Platino (3) - CAN: Platino (7) - FRA: Platino - GER: Platino - ITA: Platino - UK: Platino - USA: Platino (6) | Pure Heroine                                                              |
| 2014                                                              | Glory and Gore                                            | —                 | 100               | —                 | —                 | —                 | —                 | —                 | —                 | —                 | 68                | - NZL: Oro - AUS: Oro - CAN: Oro - USA: Platino                                                                                        | Pure Heroine                                                              |
| 2014                                                              | Yellow Flicker Beat                                       | 4                 | 25                | 21                | 93                | 38                | 83                | —                 | 27                | 71                | 34                | - NZL: Platino (2) - AUS: Platino - CAN: Platino - USA: Platino                                                                        | The Hunger Games: Mockingjay, Part 1 – Original Motion Picture Soundtrack |
| 2017                                                              | Green Light                                               | 1                 | 4                 | 9                 | 24                | 33                | 17                | 29                | 19                | 20                | 19                | - NZL: Platino (4) - AUS: Platino (4) - CAN: Platino (4) - FRA: Oro - GER: Platino - ITA: Platino - UK: Platino (2) - USA: Platino (2) | Melodrama                                                                 |
| 2017                                                              | Perfect Places                                            | 11                | 44                | 76                | —                 | —                 | —                 | —                 | —                 | 95                | 113               | - NZL: Platino (2) - AUS: Platino - CAN: Platino - UK: Argento - USA: Platino                                                          | Melodrama                                                                 |
| 2017                                                              | Homemade Dynamite (remix feat. Khalid, Post Malone e SZA) | 13                | 23                | 54                | —                 | —                 | 61                | —                 | —                 | 82                | 92                | - NZL: Platino - AUS: Platino (2) - CAN: Platino (2) - UK: Argento - USA: Platino                                                      | Melodrama                                                                 |
| 2021                                                              | Solar Power                                               | 2                 | 14                | 22                | —                 | —                 | 11                | —                 | 95                | 17                | 64                | - NZL: Platino - CAN: Oro - UK: Argento                                                                                                | Solar Power                                                               |
| 2021                                                              | Stoned at the Nail Salon                                  | 22                | —                 | —                 | —                 | —                 | 80                | —                 | —                 | 85                | —                 | - NZL: Oro | Solar Power                                                               |
| 2021                                                              | Mood Ring                                                 | 10                | 29                | 76                | —                 | —                 | 44                | —                 | —                 | 48                | 118               | - NZL: Oro | Solar Power                                                               |
| 2025                                                              | What Was That                                             | 1                 | 9                 | 31                | —                 | 33                | 6                 | —                 | 33                | 11                | 36                | | Virgin                                                                    |
| 2025                                                              | Man of the Year                                           | 11                | 92                | 85                | —                 | —                 | 56                | —                 | —                 | 62                | 101               | | Virgin                                                                    |
| 2025                                                              | Hammer                                                    | 40                | —                 | —                 | —                 | —                 | —                 | —                 | —                 | —                 | —                 | | Virgin                                                                    |
| "—" significa che il singolo non si è classificato in quel Paese. |                                                           |                   |                   |                   |                   |                   |                   |                   |                   |                   |                   | |                                                                           |

### Come artista ospite
| Anno | Singolo                          | Posizioni massime | Posizioni massime | Posizioni massime | Posizioni massime | Posizioni massime | Posizioni massime | Posizioni massime | Certificazioni                                      | Album   |
| Anno | Singolo                          | NZL               | AUS               | CAN               | FRA               | IRL               | UK                | USA               | Certificazioni                                      | Album   |
| ---- | -------------------------------- | ----------------- | ----------------- | ----------------- | ----------------- | ----------------- | ----------------- | ----------------- | --------------------------------------------------- | ------- |
| 2015 | Magnets (Disclosure feat. Lorde) | 2                 | 14                | 58                | 87                | 64                | 71                | 102               | - NZL: Platino (2) - AUS: Platino (3) - UK: Argento | Caracal |

### Singoli promozionali
| Anno                                                                                      | Titolo                                                              | Classifiche | Classifiche | Classifiche | Classifiche | Classifiche | Certificazioni                                                                | Album di provenienza                                                       |
| Anno                                                                                      | Titolo                                                              | NZL         | AUS         | CAN         | UK          | USA         | Certificazioni                                                                | Album di provenienza                                                       |
| ----------------------------------------------------------------------------------------- | ------------------------------------------------------------------- | ----------- | ----------- | ----------- | ----------- | ----------- | ----------------------------------------------------------------------------- | -------------------------------------------------------------------------- |
| 2013                                                                                      | Bravado                                                             | —           | —           | —           | —           | —           | - NZL: Oro                                                                    | The Love Club EP                                                           |
| 2013                                                                                      | Buzzcut Season                                                      | —           | —           | —           | —           | —           | - NZL: Platino - CAN: Platino - UK: Argento - USA: Platino                    | Pure Heroine                                                               |
| 2013                                                                                      | Ribs                                                                | 29          | 77          | 76          | —           | 99          | - NZL: Platino (2) - CAN: Platino (3) - UK: Platino - USA: Platino (4)        | Pure Heroine                                                               |
| 2013                                                                                      | No Better                                                           | —           | —           | —           | —           | —           |                                                                               | Pure Heroine                                                               |
| 2014                                                                                      | Flicker (Kanye West Rework)                                         | —           | —           | —           | —           | —           |                                                                               | The Hunger Games: Mockingjay, Part 1 – Original Motion Picture Soundtrack  |
| 2015                                                                                      | Team Ball Player Thing (con #KiwisCureBatten)                       | 2           | —           | —           | —           | —           |                                                                               | /                                                                          |
| 2017                                                                                      | Liability                                                           | 8           | 42          | 62          | 84          | 78          | - NZL: Platino (2) - AUS: Platino - CAN: Platino (2) - UK: Oro - USA: Platino | Melodrama                                                                  |
| 2017                                                                                      | Sober                                                               | 18          | 61          | 84          | —           | —           | - NZL: Oro - AUS: Oro - CAN: Oro                                              | Melodrama                                                                  |
| 2022                                                                                      | Secrets from a Girl (Who's Seen It All)                             | —           | —           | —           | —           | —           |                                                                               | Solar Power                                                                |
| 2024                                                                                      | Take Me to the River (cover dei Talking Heads)                      | —           | —           | —           | —           | —           |                                                                               | Everyone's Getting Involved: A Tribute to Talking Heads' Stop Making Sense |
| 2024                                                                                      | Girl, So Confusing featuring Lorde (Charli XCX feat. Lorde)         | 24          | —           | 57          | 28          | 63          |                                                                               | Brat and It's Completely Different but Also Still Brat                     |
| 2025                                                                                      | Kāhore He Manu E (con Marlon Williams)                              | —           | —           | —           | —           | —           |                                                                               | Te Whare Tīwekaweka                                                        |
| 2025                                                                                      | Mind Loaded (Blood Orange feat. Caroline Polachek, Lorde & Mustafa) | —           | —           | —           | —           | —           |                                                                               | Essex Honey                                                                |
| "—" indica che l'opera non si è classificata o non è stata pubblicata in quel territorio. |                                                                     |             |             |             |             |             |                                                                               |                                                                            |

## Altri brani entrati in classifica e/o certificati
| Anno | Singolo                                              | Posizioni massime | Posizioni massime | Posizioni massime | Posizioni massime | Posizioni massime | Posizioni massime | Certificazioni                                         | Album                                                                     |
| Anno | Singolo                                              | NZL               | AUS               | FRA               | IRL               | UK                | USA               | Certificazioni                                         | Album                                                                     |
| ---- | ---------------------------------------------------- | ----------------- | ----------------- | ----------------- | ----------------- | ----------------- | ----------------- | ------------------------------------------------------ | ------------------------------------------------------------------------- |
| 2013 | The Love Club                                        | 17                | —                 | —                 | —                 | —                 | 120               | - NZL: Platino - AUS: Oro                              | The Love Club EP                                                          |
| 2013 | Swingin Party                                        | 10                | —                 | —                 | —                 | —                 | —                 |                                                        | Tennis Court EP                                                           |
| 2013 | 400 Lux                                              | —                 | —                 | —                 | —                 | —                 | —                 | - NZL: Oro - USA: Platino                              | Pure Heroine                                                              |
| 2013 | White Teeth Teens                                    | —                 | —                 | —                 | —                 | —                 | —                 | - NZL: Oro                                             | Pure Heroine                                                              |
| 2013 | A World Alone                                        | —                 | —                 | —                 | —                 | —                 | —                 | - NZL: Oro                                             | Pure Heroine                                                              |
| 2013 | Everybody Wants to Rule the World                    | 14                | 53                | 93                | 97                | 65                | —                 | - NZL: Oro - AUS: Oro - UK: Argento                    | The Hunger Games: Catching Fire – Original Motion Picture Soundtrack      |
| 2014 | Meltdown (Stromae feat. Pusha T, Q-Tip, Haim e Lorde | —                 | —                 | 107               | —                 | —                 | —                 |                                                        | The Hunger Games: Mockingjay, Part 1 – Original Motion Picture Soundtrack |
| 2017 | Homemade Dynamite                                    | 13                | —                 | —                 | 61                | 82                | —                 | - NZL: Platino - UK: Argento                           | Melodrama                                                                 |
| 2017 | The Louvre                                           | —                 | —                 | —                 | —                 | —                 | —                 | - NZL: Oro - AUS: Oro                                  | Melodrama                                                                 |
| 2017 | Hard Feelings/Loveless                               | —                 | —                 | —                 | —                 | —                 | —                 | - NZL: Oro                                             | Melodrama                                                                 |
| 2017 | Writer in the Dark                                   | —                 | —                 | —                 | —                 | —                 | —                 | - NZL: Oro                                             | Melodrama                                                                 |
| 2017 | Supercut                                             | —                 | —                 | —                 | —                 | —                 | —                 | - NZL: Platino - AUS: Oro - UK: Argento - USA: Platino | Melodrama                                                                 |
| 2021 | The Path                                             | 25                | 73                | —                 | —                 | —                 | —                 |                                                        | Solar Power                                                               |
| 2021 | California                                           | —                 | 95                | —                 | —                 | —                 | —                 |                                                        | Solar Power                                                               |

## Video musicali
| Anno | Titolo                                 | Regista                                   |
| ---- | -------------------------------------- | ----------------------------------------- |
| 2013 | Royals                                 | Joel Kefali                               |
| 2013 | Tennis Court                           | Joel Kefali                               |
| 2013 | Team                                   | Young Replicant                           |
| 2014 | Yellow Flicker Beat                    | Emily Kai Bock                            |
| 2015 | Magnets                                | Ryan Hope                                 |
| 2017 | Green Light                            | Grant Singer                              |
| 2017 | Perfect Places                         | Grant Singer                              |
| 2021 | Solar Power                            | Joel Kefali ed Ella Yelich-O’Connor       |
| 2021 | Mood Ring                              | Joel Kefali ed Ella Yelich-O’Connor       |
| 2021 | Fallen Fruit                           | Joel Kefali ed Ella Yelich-O’Connor       |
| 2021 | Leader of a New Regime                 | Joel Kefali ed Ella Yelich-O’Connor       |
| 2022 | Secret from a Girl (Who's Seen It All) | Joel Kefali ed Ella Yelich-O’Connor       |
| 2022 | The Path                               | Joel Kefali ed Ella Yelich-O’Connor       |
| 2022 | Oceanic Feeling                        | Joel Kefali ed Ella Yelich-O’Connor       |
| 2025 | What Was That                          | Terrence O'Connor ed Ella Yelich-O'Connor |
| 2025 | Man of the Year                        | Grant Singer                              |
| 2025 | Hammer                                 | Renell Medrano                            |